# Judaistyka
Judaistyka (studia żydowskie) – dziedzina naukowa zajmująca się badaniem historii, kultury i religii Żydów od okresu biblijnego aż po współczesność.

## Zakres badań
Judaistyka może być rozumiana wąsko i ograniczać się jedynie do zagadnień związanych z judaizmem, ale może także obejmować wszelkie tzw. żydowskie przedmioty studiów (ang. Judaic sciences). To drugie ujęcie charakterystyczne było np. dla warszawskiego Instytutu Nauk Judaistycznych, który oprócz katedr Biblii, Talmudu i kodeksów talmudycznych, homiletyki oraz gramatyki hebrajskiej posiadał także katedry historii Żydów w Polsce, okresu hellenistycznego i midraszy, a wykładano tam również m.in. literaturę, historię gospodarczą i nauki społeczne. To szerokie ujęcie reprezentuje też Polski słownik judaistyczny.